# یوداگاما پلگاما
یوداگاما پلگاما (به لاتین: Udagama Pallegama) یک منطقهٔ مسکونی در سری‌لانکا است که در استان مرکزی (سری‌لانکا) واقع شده‌است.